# Río Voltoya
Río Voltoya är ett vattendrag i Spanien. Det ligger i den centrala delen av landet, 110 km nordväst om huvudstaden Madrid.